# Верх-Обський
Верх-О́бський (рос. Верх-Обский) — селище у складі Смоленського району Алтайського краю, Росія. Адміністративний центр Верх-Обської сільської ради.

## Населення
Населення — 987 осіб (2010; 1045 у 2002).
Національний склад (станом на 2002 рік):
- росіяни — 95 %